# 罗塞拉 (巴西)
罗塞拉（葡萄牙語：Roseira）是巴西圣保罗州的一个市镇。总面积130.19平方公里，总人口19162人，人口密度147.2人/平方公里。